# Formula 1 (игра, 1996)
Formula 1 — компьютерная игра, разработанная Bizarre Creations и изданная Psygnosis для PlayStation и Windows. Игра положила начало серии Formula One, которая через некоторое время стала эксклюзивом консолей семьи PlayStation. Изначально игра вышла на PlayStation в сентябре 1996 года в Европе и Северной Америке, чуть позже в декабре 1996 состоялся релиз в Японии. Релиз на Windows состоялся летом 1997. Платиновое издание игры вышло в 1997 году в Европе, затем в 1998 состоялся релиз издания Greatest Hits в США.
Игра основывается на сезоне 1995 чемпионата Формулы-1, примечательно, что игра вышла через полгода после конца этого сезона. В игре присутствуют разные режимы, среди них есть чемпионат и многопользовательская игра, однако чтобы играть по сети на PlayStation нужен специальный кабель. Комментаторами в игре выступают Мюррей Уокер в английской версии, и Филипп Альо во французской. Музыкальное сопровождение игры было записано американскими гитаристами Джо Сатриани и Стивом Ваем.
Игра была тепло принята в прессе, журналисты отмечали высокое качество графики и комфортное управление болидами. Однако критике подверглась версия игры для Windows, она была плохо оптимизирована и не использовала возможности графических ускорителей 3D. Игра практически сразу после релиза стала коммерческим успехом для своих создателей, это привело к тому, что в сентябре следующего года вышла Formula One 97.

## Чемпионат
Игра Formula 1 была лицензирована Международной автомобильной федерацией и Ассоциацией конструкторов Формулы-1, таким образом получив право официально представить Чемпионат Мира по Формуле-1 1995 года. Игрок может выступить в роли одного из тридцати пяти пилотов из тринадцати команд на любой из семнадцати трасс, которые входили в чемпионат мира.
| Команда            | Пилоты                                                           |
| ------------------ | ---------------------------------------------------------------- |
| Benetton-Renault   | Михаэль Шумахер Джонни Херберт                                   |
| Tyrrell-Yamaha     | Юкио Катаяма Габриэле Тарквини Мика Сало                         |
| Williams-Renault   | Деймон Хилл Дэвид Култхард                                       |
| McLaren-Mercedes   | Марк Бланделл Найджел Мэнселл Мика Хаккинен Ян Магнуссен         |
| Arrows-Hart        | Джанни Морбиделли Таки Инуе Макс Папис                           |
| Simtek-Ford        | Доменико Скиаттарелла Йос Ферстаппен                             |
| Jordan-Peugeot     | Рубенс Баррикелло Эдди Ирвайн                                    |
| Pacific-Ford       | Бертран Гашо Андреа Монтермини Жан-Дени Делетра Джованни Лаваджи |
| Forti-Ford         | Педру Динис Роберто Морено                                       |
| Minardi-Ford       | Пьерлуиджи Мартини Лука Бадоер Педро Лами                        |
| Ligier-Mugen-Honda | Мартин Брандл Оливье Панис Агури Судзуки                         |
| Ferrari            | Жан Алези Герхард Бергер                                         |
| Sauber-Ford        | Карл Вендлингер Хайнц-Харальд Френтцен Жан-Кристоф Буйон         |

| Гран-при                | Трасса         |
| ----------------------- | -------------- |
| Гран-при Бразилии       | Интерлагос     |
| Гран-при Аргентины      | Буэнос-Айрес   |
| Гран-при Сан-Марино     | Имола          |
| Гран-при Испании        | Каталунья      |
| Гран-при Монако         | Монте-Карло    |
| Гран-при Канады         | Монреаль       |
| Гран-при Франции        | Маньи-Кур      |
| Гран-при Великобритании | Сильверстоун   |
| Гран-при Германии       | Хоккенхаймринг |
| Гран-при Венгрии        | Хунгароринг    |
| Гран-при Бельгии        | Спа-Франкоршам |
| Гран-при Италии         | Монца          |
| Гран-при Португалии     | Эшторил        |
| Гран-при Европы         | Нюрбургринг    |
| Гран-при Тихого океана  | ТИ-Аида        |
| Гран-при Японии         | Судзука        |
| Гран-при Австралии      | Аделаида       |

## Геймплей

### Основы
Используемые в игре средства передвижения — это болиды с открытыми колёсами класса Формулы-1. Игрок вправе выбрать между автоматической и ручной коробкой передач, включить помощь в управлении и торможении, изменить давление на элероны, что может повлиять на максимальную скорость, сцепление и управляемость болида. Ещё можно настраивать количество загруженного топлива перед заездом, что также влияет на характеристики машины. Помимо этого, игра способна имитировать повреждения и износ шин, также можно использовать нагнетатель, который позволяет медленным болидам быть чуть более конкурентоспособными.
Длина гонки варьируется от трёх кругов до полной официальной дистанции, всё зависит от настроек, которые применит игрок. Гран-при может быть сыграно в ясную погоду, в дождь, а также в постоянно изменяющихся условиях. В игре есть выбор между лёгким, средним и тяжёлым уровнем сложности.

### Режимы игры
Formula 1 предлагает игроку выбор из нескольких игровых режимов, среди которых есть одиночные либо, как в случае с PlayStation, многопользовательские, для игры в которые нужен специальный кабель. В версии игры для Windows не было многопользовательского режима, однако изначально он был запланирован.
Режим Быстрая гонка позволяет игроку принять участие в аркадной гонке со случайно выбранными трассой и пилотом.
В аркадном режиме игрок выбирает трассу и пилота, чья машина более комфортно управляется. Цель состоит в том, чтобы одержать победу за отведённое время, при этом дополнительные секунды можно получить проезжая через чекпоинты.
Режим Гран-при предлагает игроку более приближённые к реальным болиды Формулы-1, нежели чем в аркадном режиме. Они менее устойчивы на трассе и ими труднее управлять. Игроку позволяется настраивать болид перед заездом.
Гран-при подразделяется на несколько других игровых режимов. В отдельной гонке игрок участвует в одной лишь гонке, где главной его целью будет одержать победу. После окончания гонки игроку будет позволено посмотреть повтор заезда или начать его заново. В чемпионате можно соревноваться с соперниками на протяжении семнадцати реальных этапов за победу в мировом первенстве, порядок гонок можно менять.
В режиме градации, который также известен как лестничный режим, задача игрока необычна, но в то же время проста: необходимо по окончании некоторого времени обогнать отмеченного маркером пилота. Когда игрок побеждает одного, то игра в следующий раз предлагает более сильного противника. Таким образом изначально в этом режиме нужно бороться с пилотами команд Forti и Minardi, а под конец с водителями топовых команд вроде Benetton, Ferrari и Williams. В режиме Гран-при можно соперничать со всеми другими пилотами, либо устроить дуэль с кем-то конкретным.

### Формат Гран-при
Гоночный уик-энд состоит из тренировочной сессии, квалификации и гонки. Игрок может выбрать с какого из этих этапов он хочет начать Гран-при. В ходе тренировки игрок имеет в своём распоряжении неограниченное количество кругов для того, чтобы изучить трассу и подобрать оптимальные настройки болида. Во время квалификации игроку предстоит в течение 20 кругов показать наилучшее время, чтобы занять наиболее высокую позицию на старте. Изменения в параметры болида можно вносить только в ходе этих двух сессий. Если игрок решил начать уик-энд сразу с гонки, то стартовать он будет с последней позиции. Вне зависимости от режима игры или части гоночного уик-энда, игроку позволяется заезжать в боксы для починки повреждённых элементов болида, смены шин и для дозаправки.

## Разработка

### Концепция

Американский логотип игры.

Разработка игры была начата студией Bizarre Creations весной 1995 года. В команде, возглавляемой Мартином Чэдли, было всего семь программистов и пять графических дизайнеров, которые сумели получить доступ к технической информации, графикам и показаниям телеметрии ирландской команды Jordan Grand Prix. Позже и другие команды Формулы-1 поделились с разработчиками сотнями часов видеоматериалов, которые те использовали для моделирования трасс. На этот этап у Bizarre Creations ушло очень много времени, при том, что на моделирование одних только болидов они затратили примерно девять месяцев, однако это произошло в том числе потому, что из-за концентрации на чемпионате, некоторые команды неохотно предоставляли информацию разработчикам. Чтобы аккуратно воссоздать трассы и болиды, графическим дизайнерам приходилось сначала делать 3D модели, а затем подгонять под них правильные текстуры. Таким образом в игре представлены реальные спонсоры команд и рекламные щиты на трассах, исключение составляют табачно-сигаретные бренды, которые были вырезаны из игры по требованию Sony. Согласно словам Чэдли, игра способна обрабатывать 120,000 полигонов в секунду. Чтобы проверить насколько игра будет сложна для пользователей, а также протестировать помощь в управлении и торможении, Bizarre Creations пригласили маленьких детей: " Как доказательство, дети опробовали игру в студии, они играли с рулём и без него. Несмотря на свою неопытность, у них получалось управлять выбранным автомобилем и получать удовольствие от процесса ".

### Звук

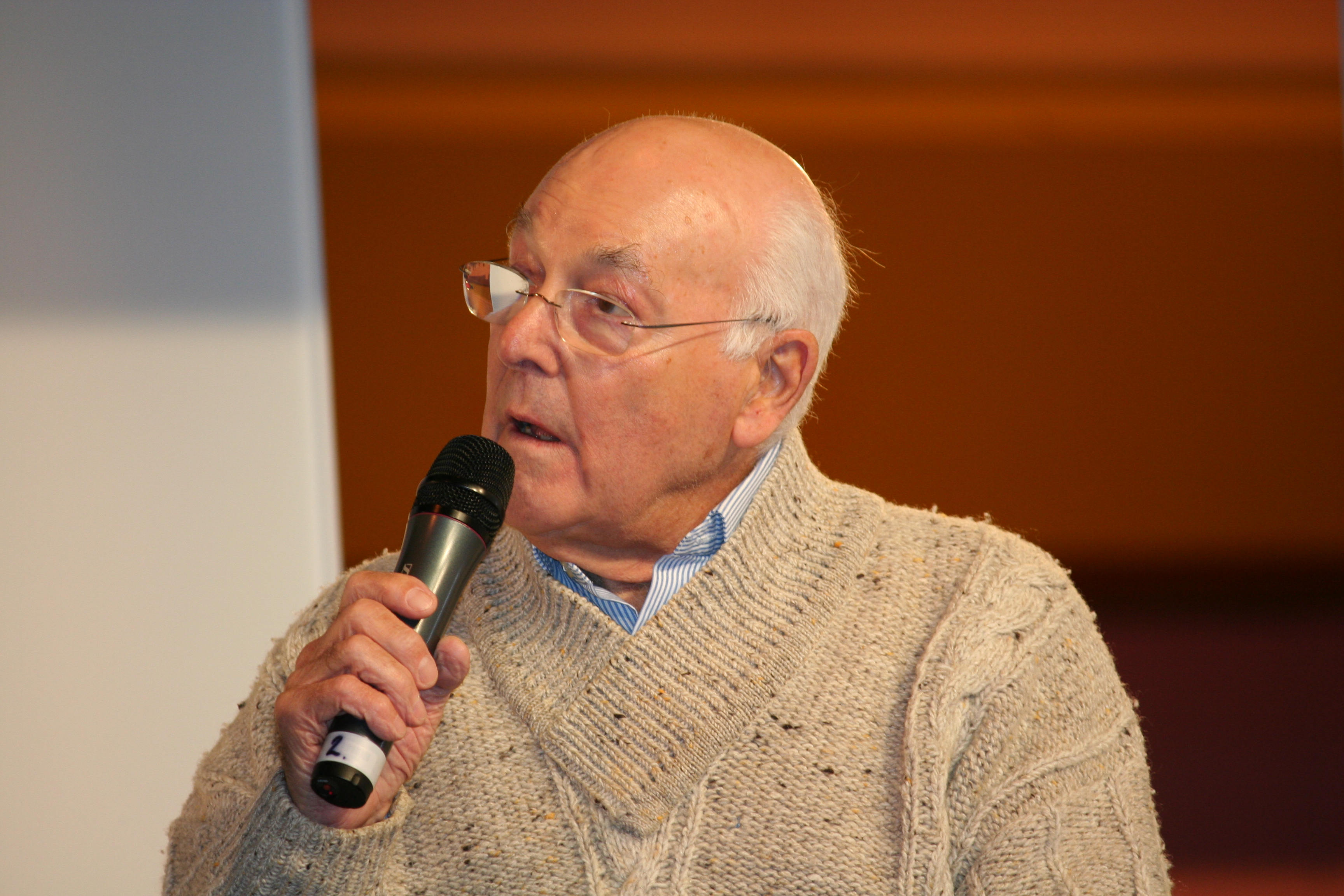
Мюррей Уокер записал свой голос для игры Formula 1.

Звуковое сопровождение игры Formula 1 записывалось в формате Dolby Digital. Эффекты вроде шума толпы с трибун были записаны с помощью DAT, прикреплённой к пилоту Формулы-1. Болиды каждой из команд издают уникальный для себя звук двигателя. В игре присутствует комментатор, в английской версии им стал знаменитый британский комментатор трансляций Формулы-1 Мэррей Уокер. Также есть озвученные комментарии ещё на нескольких языках: для французской версии игру озвучил бывший пилот Формулы-1 Филипп Альо, для немецкой Йохен Масс, который также был гонщиком, для испанской Карлос Риера и Луиджи Кьяппини для итальянской версии игры.
Две из двенадцати музыкальных композиций были исполнены американским гитаристом Джо Сатриани: Back to Shalla-Bal, которая входит в альбом Flying in a Blue Dream, вышедший в 1989 году, а также Summer Song из альбома The Extremist 1992 года. Ещё есть песня Juice из альбома Alien Love Secrets 1995 года, исполненная другим американским гитаристом Стивом Ваем.

### Релиз
Изначально релиз игры планировался на июль 1996 года, однако в итоге он состоялся чуть позже. Версия для PlayStation вышла в сентябре 1996 года в Европе, а затем 30 числа того же месяца состоялся релиз для Северной Америки. Только 13 декабря 1996 года игра добралась до Японии. Игра был переиздана в Европе в 1997 году в виде платинового издания, а в 1998 вышло издание Greatest Hits для Северной Америки. Игра вышла на платформу Windows для Европы и Северной Америки в июне 1997 года.

## Отзывы в прессе
| Сводный рейтинг | Сводный рейтинг |
| Агрегатор       | Оценка          |
| --------------- | --------------- |
| GameRankings    | 56,40 % (ПК)    |

Игра Formula 1 стала большим коммерческим успехом. В январе 1997 года стало известно, что было продано 700,000 копий игры для PlayStation в Европе. В сентябре того же года это число превысило один миллион копий, из них 190,000 были реализованы в одной лишь Франции.

### Общие оценки
Версия игры для PlayStation была хорошо принята игровой прессой. Американский сайт GameSpot похвалил продукт сказав, что это «кульминация жанра гоночных игр», определяя игру как лучшую из существующих по Формуле-1 на момент её выхода из-за самого точного симулирования знаменитых гонок. IGN увидели в этой игре «крепкую и захватывающую гоночную симуляцию», игра была реалистична до мелочей, а также имела захватывающую игровую систему. Game Revolution сравнили игру с Mario Andretti Racing, которая вышла в 1994 году на Sega Mega Drive, они заявили, что Formula 1 превосходит своего конкурента благодаря высокому реализму. Франкоязычный журнал Consoles + похвалил игру, назвав её «полноценной, многофункциональной и мастерски реализованной», утверждая, что это «эталон жанра». Это мнение подтвердил другой французский журнал Player One, в их отзыве говорилось, что Formula 1 — «необходимая игра для всех фанатов скорости и других игроков». Consoles News также похвалили игру, выразив слова благодарности студии Psygnosis. И наконец, PlayStation Magazine называют игру «драгоценностью», чья техническая реализация и «красота» «сломает» даже наиболее избирательных игроков, которые постоянно признают, что симуляция не такая «безупречная и простая».
ПК версия игры получила более холодный приём. Ежемесячный журнал Joystick писал, что в игре хорошая графика и анимация, никаких проблем с 3D картой, однако игре не дано жить долго, учитывая, что Grand Prix 2, которая вышла в 1995 году, является более хорошим продуктом из-за разнообразия в опциях и реализма. PC Fun также сравнивает игру с проектом студии MicroProse Software и добавляет, что Formula 1 «не даёт игроку ожидаемых впечатлений», также пожалев о плохой оптимизации, однако отметив красоту графики. Gen4 также разделяют эту точку зрения, предполагая, что программисты работали без строгих критериев разработки, несмотря на хорошую графику и законченную игру. И наконец, GameSpot утверждает, что Formula 1 привлекает внимание «на время, однако вскоре надоедает», придя к выводу, что этот проект проигрывает в интерактивности IndyCar Racing II 1995 года выхода.